# الدویکه
اد دوایکاه در عمان است که در muscat governorate واقع شده‌است.